# Romain De Saegher
Romain De Saegher (Sint-Amands, 18 maart 1907 - aldaar, 14 december 1986) was een Belgisch kunstschilder.

## Biografie
Romain was 38 jaar lang onderwijzer te Moerzeke. Dagelijks legde hij die afstand af per veerboot en fiets. Hij was autodidact waar het de schilderkunst betrof.
Zijn vroegste werken betroffen landschappen die in aquarel werden uitgevoerd. Vooral zijn religieus werk is bekend maar ook schilderde hij bloemen, portretten en interieurs.
De Sagher verkocht weinig. Hij hield de meeste werken zelf.
Na zijn dood werd zijn woonhuis, gelegen aan Winkelstraat 38, samen met zijn werken geschonken aan de gemeente en ingericht als Museum Romain De Saegher.
- International Standard Name Identifier: 0000 0000 7894 4862
- Library of Congress Control Number: n78026412
- RKD-Nederlands Instituut voor Kunstgeschiedenis: 20979
- Union List of Artist Names: 500169103
- Virtual International Authority File: 48016346
- WorldCat: E39PBJgHcCWJCQPtgvY9WrgqcP